# Campasso - Grotta Sgarbu Du Ventu
Campasso - Grotta Sgarbu Du Ventu este o arie protejată (arie specială de conservare — SAC, sit de importanță comunitară — SCI) din Italia întinsă pe o suprafață de 105 ha, integral pe uscat.

## Localizare
Centrul sitului Campasso - Grotta Sgarbu Du Ventu este situat la coordonatele 44°00′16″N 7°56′05″E / 44.004444°N 7.934722°E.

## Înființare
Situl Campasso - Grotta Sgarbu Du Ventu a fost declarat sit de importanță comunitară în iunie 1995 pentru a proteja 3 specii de animale. Situl a fost protejat și ca arie specială de conservare în aprilie 2017.

## Biodiversitate
Situată în ecoregiunea mediteraneană, aria protejată conține 3 habitate naturale: Pajiști uscate seminaturale și facies de acoperire cu tufișuri pe substraturi calcaroase (Festuco-Brometalia) (* situri importante pentru orhidee), Păduri de Castanea sativa, Peșteri inaccesibile publicului.
La baza desemnării sitului se află mai multe specii protejate:
- amfibieni (1): Speleomantes strinatii
- mamifere (2): liliacul mare cu potcoavă (Rhinolophus ferrumequinum), liliacul mic cu potcoavă (Rhinolophus hipposideros)

Pe lângă speciile protejate, pe teritoriul sitului au mai fost identificate 2 specii de plante, 1 specie de amfibieni, 6 specii de nevertebrate, 2 specii de reptile.